# Consiliu local (Israel)
Consiliile locale (în ebraică : מועצה מקומית, Mo'atza Mekomit) sunt unul dintre cele trei tipuri de guvernare locală găsite în Israel, celelalte doua fiind orașele și consiliile regionale. În 2003 existau 144 de consilii locale în Israel, acestea trecând un prag minim suficient pentru a justifica operațiunile lor ca unități independente municipale, deși nu suficient de mare pentru a fi declarate orașe.  În general, acest lucru se aplică la toate așezările cu peste 2.000 de persoane, în afară de cazurile extreme în care kibuțurile depășesc acest număr.
Ministrul de Interne israelian are autoritatea de a decide dacă o localitate este aptă pentru a deveni o municipalitate locală (un oraș). Aceasta este obligat să asculte dorințele locuitorilor din localitatea în cauză, care ar putea dori ca așezarea să rămână un consiliu local, chiar și după îndeplinirea cerințelor pentru un oraș (de exemplu Ramat Hasharon, care nu a devenit un oraș până în 2002 din cauza rezidenților săi care doresc să păstreze imaginea de mic oraș), sau o parte a unui consiliu regional, în ciuda atingerii criteriilor pentru unul local. Consiliile locale au de asemenea, un rol important în urbanism.